# Kórijama

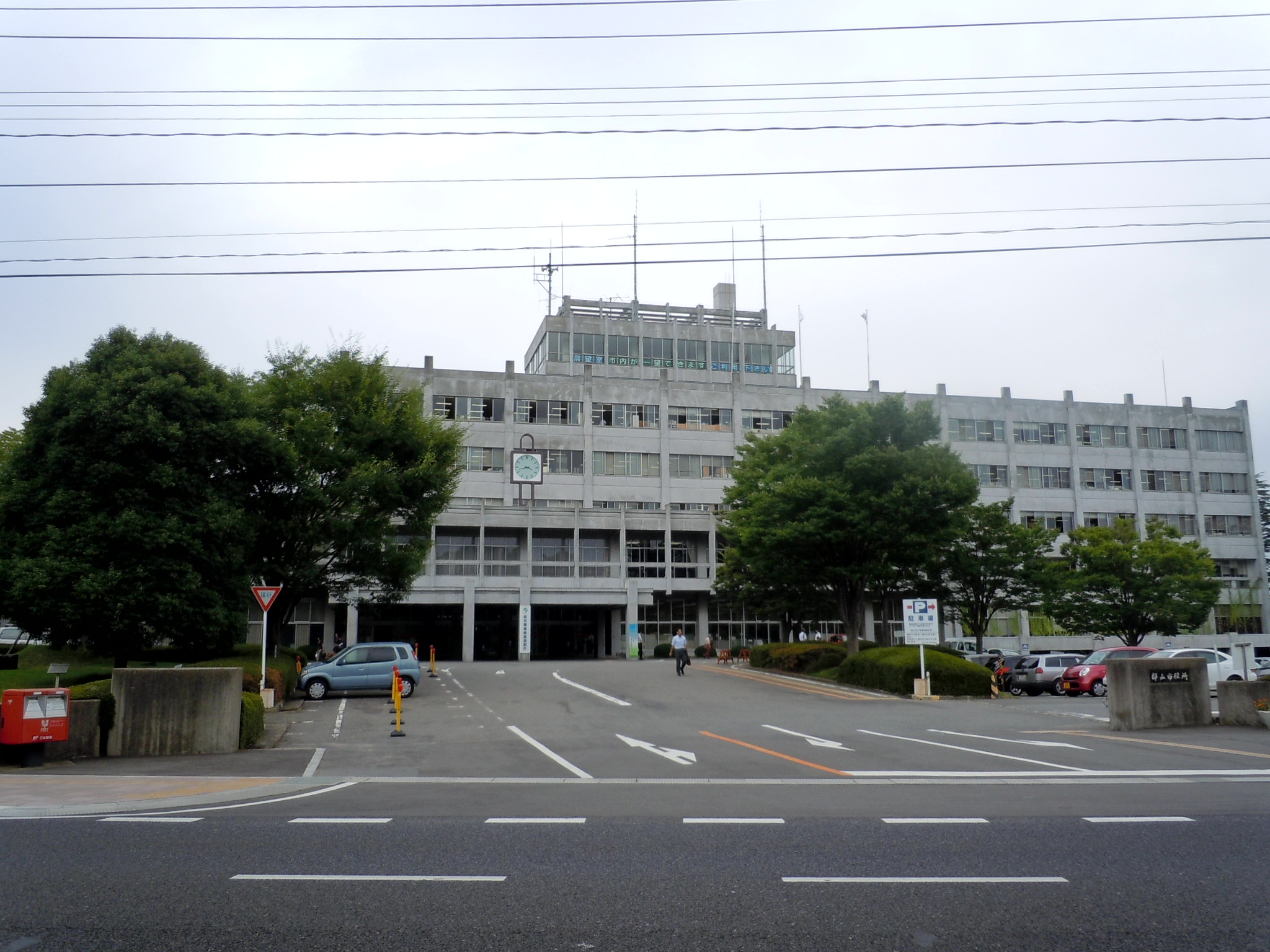
Kórijamai városháza

Kórijama (郡山市; Hepburn: Kōriyama-shi) japán város Fukusima prefektúra központi részén. 2016. január 1-jei becslések szerint a város népessége 335 933 fő, népsűrűsége 435 fő/km². Kórijama teljes területe 757,20 km². Kórijama kijelölt központi város, illetve Fukusima prefektúra egyik kereskedelmi központja. Kórijama a második legnagyobb agglomeráció a Tóhoku régióban.

## Földrajz és éghajlat
Kórijama a Fukusima prefektúra Nakadóri régiójában helyezkedik el (é. sz. 37° 24′, k. h. 140° 23′37.400000°N 140.383333°E). A várostól északra az Adatara-hegység, nyugatra az Inavasiro-tó, míg keletre az Abukuma-felvidék található. Az Abukuma-folyó keresztülszeli Kórijama központját. A belváros Kórijama állomás nyugati részéig terjed ki.

### Környező települések
- Szukagava
- Aizuvakamacu
- Nihonmacu
- Tamura
- Motomija
- Otama
- Tenei
- Hirata
- Miharu
- Ono
- Inavasiro

### Éghajlat
| Hónap                               | Jan. | Feb. | Már. | Ápr. | Máj. | Jún. | Júl. | Aug. | Szep. | Okt. | Nov. | Dec. | Év   |
| ----------------------------------- | ---- | ---- | ---- | ---- | ---- | ---- | ---- | ---- | ----- | ---- | ---- | ---- | ---- |
| Átlagos max. hőmérséklet (°C)       | 4,4  | 5,1  | 8,8  | 16,0 | 21,1 | 24,3 | 27,5 | 29,4 | 24,7  | 19,0 | 13,1 | 7,6  | 16,8 |
| Átlagos min. hőmérséklet (°C)       | −2,7 | −2,4 | −0,1 | 4,9  | 10,5 | 15,3 | 19,3 | 20,6 | 16,3  | 9,7  | 3,7  | −0,4 | 8,0  |
| Átl. csapadékmennyiség (mm)         | 37   | 38   | 70   | 83   | 100  | 127  | 185  | 152  | 165   | 111  | 63   | 33   | 1163 |
| Forrás: Japan Meteorological Agency |      |      |      |      |      |      |      |      |       |      |      |      |      |

## Népesség
| Lakosok száma | 338 712 | 335 444 | 327 040 |
|               | 2010    | 2015    | 2021    |

## Történelem
Kórijama kezdetben, a Nara-korban a területi közigazgatási központként működött, amikor a tóhokui Jamato-terület határára került. A környező területek sóenné alakultak, melyet a Heian- és a Kamakura-korok alatt számos szamurájcsalád tartott az irányítása alatt. A közeli központok, így például Nihonmacu is várvárossá fejlődött, azonban Kórijama kereskedelmi központ maradt és az Edo-korban őrvárosként virágzott a közlekedésben játszott kulcsfontosságú szerepe miatt.
A közigazgatási rendszer 1889. április 1-jei bevezetésével hivatalosan is megalapították Kórijamát az Aszaka körzeten belül. A Meidzsi-kor elején számos birtokától megfosztott szamurájt rendeltek el a környező beépítetlen területekre, így a lakosság növekedésnek indult és a terület mezőgazdasági központtá fejlődött. A hidroelektromos energia viszonylagos bősége is hozzájárult a helyi ipar fejlődéséhez.
Kórijamát 1924. szeptember 1-jén várossá nevezték ki a környező Odavara falu bekebelezésével. 1925. június 1-jén Kuvano falut is beolvasztották a városba. Kórijama az 1930-as években a katonai felszerelések gyártásának egyik központja volt, ezért a város a második világháború alatt az amerikai légierő egyik célpontja volt, a háború során három nagyobb légitámadás érte.
1954 és 1955 között Kórijama tovább növelte a területét a környező Ocuki város és Tomita és Ivae falvak bizonyos részeinek, illetve 1965-ben Nisida és Nakata falvak beolvasztásával. Kórijamát 1997-ben központi várossá léptették elő, így megnövekedett a helyi autonómiája.
A 2011. március 11-i földrengés csak kisebb károkat okozott a városban, és Kórijama a fukusimai atomerőmű-baleset kijelölt kötelező evakuációs területén kívülre esett.

## Gazdaság
Kórijama városát „Fukusima kereskedelmi székhelyének” is nevezik, melynek gazdasági blokkja a legnagyobb Fukusima prefektúrában.
A Kórijama állomással szemben számos áruház található.
Jelentősebb vállalatok
- XEBIO; sportszerek
- Kourakuen; rámenkifőzdék
- York Benimaru; Kórijama legnagyobb bevásárlóközpontja, melynek Tóhoku többi részén, Niigatában és Észak-Kantóban is vannak üzletei

Bankok
- Daito Bank
- Toho Bank

## Közlekedés
Kórijama fontos közlekedési csomópont, mivel Fukusima prefektúra középső részén, számos vasút és gyorsforgalmi út csomópontjánál helyezkedik el. A Kórijama állomás a város központi állomása. Kórijamának nincs repülőtere.

### Vasút
- JR East - Tóhoku Sinkanszen
  - Kórijama állomás
- JR East - Tóhoku fővonal

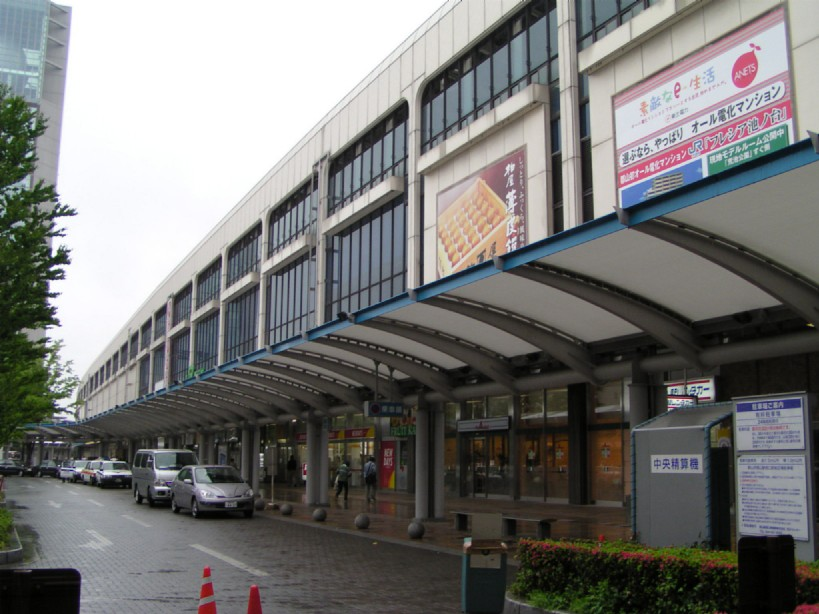
JR Kórijama állomás

  - Aszaka–Nagamori - Kórijama - Hivada
- JR East - Kelet-Banecu vonal
  - Kórijama - Mógi
- JR-East - Nyugat-Banecu vonal
  - Kórijama - Kikuta - Akogasima - Bandai–Atami - Nakajamadzsuku
- JR East - Szuigun vonal
  - Kórijama - Aszaka–Nagamori - Jatagava - Ivaki–Morijama

### Utak

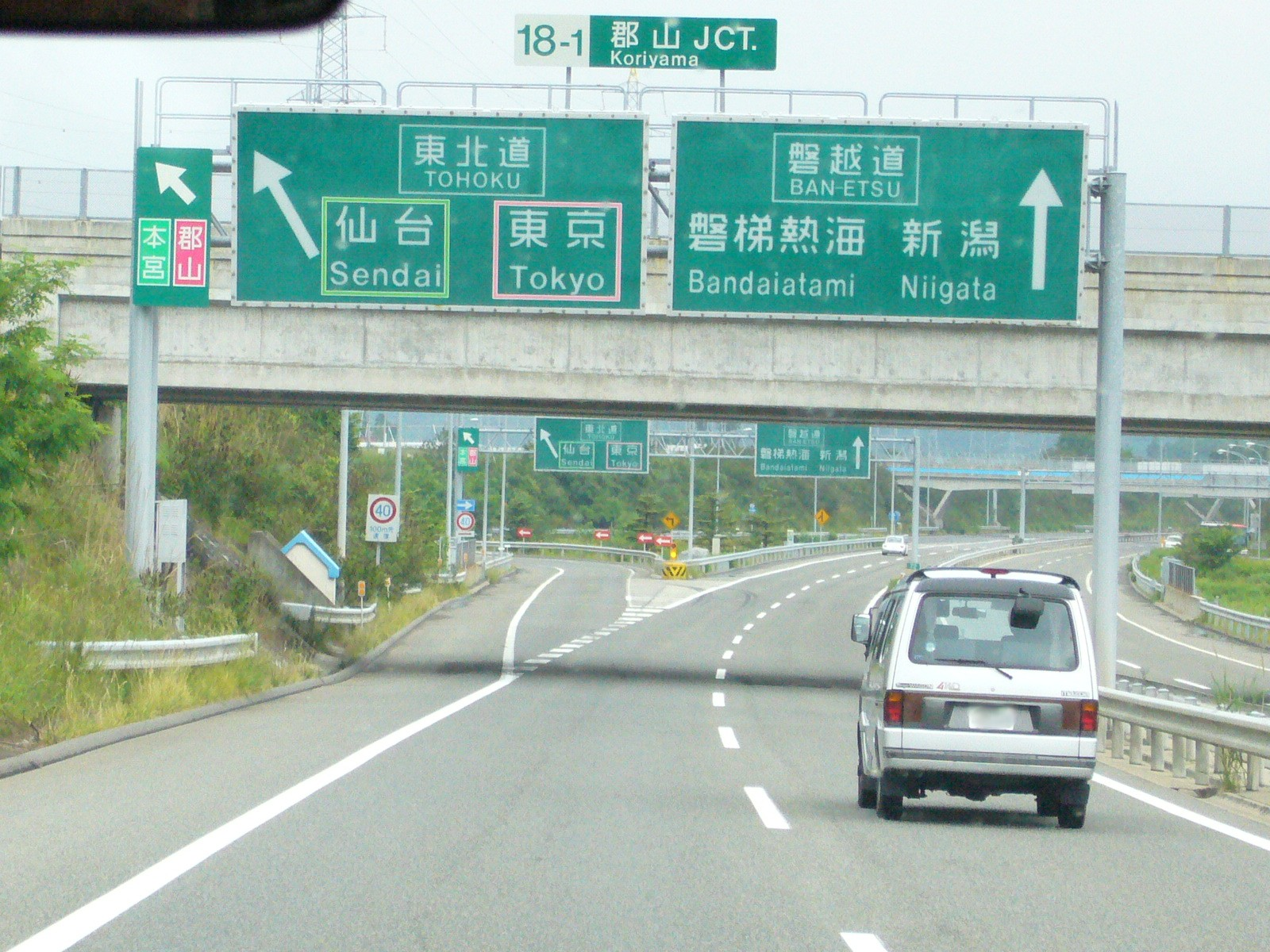
Kórijama csomópont

- Tóhoku autópálya - Aszaka PA - Kórijama-minami IC - Kórijama IC - Kórijama JCT
- Banecu gyorsforgalmi út - Kórijama-higasi IC - Kórijama JCT - Gójakugava PA - Bandai–Atami IC
- 4-es főút
- 49-es főút
- 228-as főút
- 294-es főút

## Média

### Televízió
- Fukushima Central Television (Nippon TV)
- Fukushima Broadcasting (TV Asahi)

CATY
- Information Network Koriyama

### Újság
- Fukusima Mimpó (Fukusima, Mainicsi)
- Fukusima Minjú (Fukusima, Jomiuri)
- Kahoku Simpó (Szendai)

### Rádió
- FM Fukushima (JFN)

## Oktatás

### Egyetemek és kollégiumok
- Nihon Egyetem, mérnöki kar
- Ohu Egyetem
- Kórijama Lányegyetem és Kollégium
- Kōriyama Women's University Junior College
- Open University of Japan, fukusimai oktatóközpont

### Felső-középiskolák
Állami
- Asaka High School
- Asaka Mitate Branch High School
- Asaka Reimei High School
- Kōriyama High School
- Kōriyama Higashi High School
- Kōriyama Shōgyō High School
- Kōriyama Kita Kōgyō High School
- Asaka Kaisei High School
- Konan High School
- Kōriyama Hōsei High School

Magán
- Tohoku High School of Nihon University
- Shōshi Gakuen Shōshi High School
- Teikyō Asaka High School
- High School affiliated with Kōriyama Women's Colleges

### Alsó-középiskolák
| Állami - Koriyama First Junior High School - Koriyama Second Junior High School - Koriyama Third Junior High School - Koriyama Fourth Junior High School - Koriyama Fifth Junior High School - Koriyama Sixth Junior High School - Koriyama Seventh Junior High School - Tomita Junior High School - Asaka Junior High School - Asaka Second Junior High School - Ōtsuki Junior High School - Mihota Junior High School - Futase Junior High School - Nishida Junior High School - Katahira Junior High School | - Kikuta Junior High School - Midorigaoka Junior High School - Moriyama Junior High School - Hiwada Junior High School - Meiken Junior High School - Koharada Junior High School - Kohken Junior High School - Miyagi Junior High School - Ose Junior High School - Konan Junior High School - Mitate Junior High School - Takase Junior High School - Atami Junior High School Magán - Xaverio Junior High School |

### Többszintű iskolák
- Fukushima Korean School - észak-koreai nemzetközi iskola[3]

## Testvértelepülések

### Japán
- Nara (1971. augusztus 5. óta)
- Kurume (1975. augusztus 3. óta)
- Tottori (2005. november 25. óta)

### Nemzetközi
- Brummen, Hollandia (1988. június 25. óta)